# Charles Marie Benjamin Rouget
Charles Marie Benjamin Rouget, né le 19 août 1824 à Gisors et mort le 9 avril 1904 à Saint-Jean-sur-Mer, est un physiologiste français. 

## Biographie
Il étudie au Collège Sainte-Barbe en effectuant ses années de stage à l’hôpital de Paris. Il fut plus tard, en 1860, professeur de physiologie à l’université de Montpellier. 
De 1879 à 1893, il est professeur de physiologie au Muséum national d'histoire naturelle de Paris.
Rouget s’est fait notamment remarquer en physiologie des structures anatomiques microscopiques. Il a été le premier découvreur des cellules aux ramifications contractiles, sur les parois externes des capillaires des amphibiens, structures maintenant connues sous le nom de péricyte. L’expression éponyme « muscle de Rouget » dont il a fait la description, constitue les fibres circulaires des muscles ciliaires de l’œil. Ces fibres sont quelquefois nommées Muscle de Mūller d’après l’anatomiste allemand Heinrich Müller (1820–1864).